# Іванківці (зупинний пункт)
Іва́нківці — пасажирський залізничний зупинний пункт Козятинської дирекції Південно-Західної залізниці.
Розташований поблизу села Іванківці Бердичівського району Житомирської області на двоколійній електрифікованій змінним струмом лінії Козятин I — Бердичів між станціями Бердичів (5 км) та Козятин II (15 км).
Виник 1954 року. Має дві платформи берегового типу.